# Patrizia Spuri
Patrizia Spuri (née le 18 février 1973) est une athlète italienne, spécialiste du 400 mètres. 

## Biographie
Patrizia Spuri est mariée avec le triple-sauteur italien Fabrizio Donato.

### Palmarès
| Date | Compétition                    | Lieu     | Résultat | Épreuve   | Performance   |
| ---- | ------------------------------ | -------- | -------- | --------- | ------------- |
| 1997 | Jeux méditerranéens            | Bari     | 3e       | 400 m     | 52 s 57       |
| 1997 | Jeux méditerranéens            | Bari     | 1re      | 4 × 400 m | 3 min 29 s 98 |
| 1997 | Championnats du monde          | Athènes  | 8e       | 4 × 400 m | 3 min 30 s 63 |
| 1998 | Championnats d'Europe          | Budapest | 8e       | 400 m     | 51 s 94       |
| 1999 | Championnats du monde          | Séville  | 8e       | 4 × 400 m | 3 min 29 s 56 |
| 2000 | Championnats d'Europe en salle | Gand     | 2e       | 4 × 400 m | 3 min 35 s 01 |
| 2002 | Championnats d'Europe en salle | Vienne   | 3e       | 4 × 400 m | 3 min 36 s 49 |

### Records
| Épreuve    | Épreuve      | Performance   | Lieu     | Date            |
| ---------- | ------------ | ------------- | -------- | --------------- |
| 400 mètres | En plein air | 51 s 74       | Budapest | 20 août 1998    |
| 400 mètres | En salle     | 52 s 96       | Gênes    | 18 février 1998 |
| 800 mètres | En plein air | 1 min 59 s 96 | Rieti    | 30 août 1998    |